# Isaach de Bankolé
Zachari Bankolé (Costa de Marfil, 12 de agosto de 1957), conocido como Isaac de Bankolé, es un actor de cine y televisión marfileño-francés.

## Primeros años y educación
De Bankolé nació en Abiyán, Costa de Marfil, de padres Yoruba de Benín. Sus abuelos son de Nigeria. Se trasladó a París en 1975 para cursar su último año de lycée, y cursó estudios universitarios de física y matemáticas. A continuación, asistió a una escuela de aviación y obtuvo una licencia de piloto privado, antes de que un encuentro casual con el director francés Gérard Vergez le llevara a inscribirse en el Cours Simon, una escuela de teatro parisina.

## Carrera
De Bankolé ha aparecido en más de cincuenta películas. En 1987 obtuvo el premio César al mejor actor revelación por su primer papel protagonista en Black Mic-Mac de Thomas Gilou, y hasta 1990 actuó en una docena de películas francesas de destacados directores como Gérard Oury, Josiane Balasko o Claire Denis. Conoce entonces a Jim Jarmusch que en 1991 le da un papel en el episodio "París" de su película Night on Earth, y con el que seguirá colaborando en Ghost Dog: The Way of the Samurai, Coffee and Cigarettes y The Limits of Control. Está afincado en Estados Unidos desde 1997.
Apareció en 2008 en la película experimental Machetero, de vagabond Beaumont, en el papel del periodista que entrevista a un revolucionario puertorriqueño encarcelado, con música original de Ricanstruction.
De Bankolé también ha aparecido en la película de Lars von Trier Manderlay. Interpretó a Steven Obanno, un terrorista, en la película de James Bond de 2006 Casino Royale, y a "El Solitario", un asesino en la película de Jim Jarmusch, Los límites del control (2009). En 2013, protagonizó el papel de Ayodele Balogun en la película de Andrew Dosunmu Mother of George, que se estrenó en el Festival de Cine de Sundance 2013 y fue la selección de la noche de clausura del Festival de Cine de Maryland. 2013. También ha tenido papeles en Calvary, El último cazador de brujas y Black Panther.

## Vida personal
De Bankolé habla con fluidez el yoruba, el bambara, el inglés, el francés, el alemán, y habla algo de italiano. Estuvo casado con la músico Cassandra Wilson de 2000 a 2003.